# 한국시집박물관
한국시집박물관은 강원특별자치도 인제군에 있는 공립 박물관이다.

## 연혁
- 2014년 10월 3일 개관.